# カタリナ・デ・ポルトゥガル (1540-1614)
カタリナ・デ・ポルトゥガル（ポルトガル語: Catarina de Portugal）またはカタリナ・デ・ギマランイス（Catarina de Guimarães, 1540年1月18日 - 1614年11月15日）は、ポルトガルの王女。結婚後はブラガンサ公爵夫人。1580年のアヴィス王朝断絶時、ポルトガル王位請求者の1人に数えられた。彼女の王位請求権は、孫のジョアン4世によるブラガンサ王朝樹立の正統性の根拠となった。

## 生涯
父はポルトガル王マヌエル1世の六男ギマランイス公ドゥアルテ、母は王家の庶流ブラガンサ公ジャイメ1世の娘イザベル。1563年12月8日、ヴィラ・ヴィソザで母方従弟のブラガンサ公ジョアン1世と結婚。ジョアンも王族の子孫で、ポルトガル王位継承権を有していた。
1580年エンリケ1世の死と共にポルトガル王位継承問題が持ち上がると、王位請求権を主張した。祖父マヌエル1世の子孫のうち、唯一存命している嫡出の男系孫であり、結婚後もポルトガル国内に居住していることがカタリナの強みだった。請求権者の中で最も強大な権勢を持つスペイン王フェリペ2世は、マヌエル1世の女系孫で継承順位ではカタリナに劣後した。しかしフェリペはカタリナの姉マリアの長男パルマ公世子ラヌッチョに請求を断念させた。カタリナの継承順位はラヌッチョ及びその弟妹の次に位置するため、カタリナの主張の正統性はこれにより弱まった。
フェリペ2世はカタリナの夫ジョアンに賄賂を与え、引き換えに妻を説得して王位を諦めさせるよう仕向けた。ブラジル副王職、騎士団長職、インド人と私的な交易を行う特権、さらにはフェリペの後継者アストゥリアス公ディエゴの妃にブラガンサ公爵夫妻の息女と迎えたい意向を示すなどした、とされている。ジョアンは妻の意向を受け、王の申し出を断った。
フェリペ2世がポルトガル王位を継ぐ方向性が固まると、ポルトガルの独立支持者は女性のカタリナではなく、非嫡出子だがアヴィス王朝唯一の男系男子であったクラート修道院長アントニオを支持した。

## 子女
夫ジョアンとの間に10人の子をもうけた。
- マリア（1565年 - 1592年）
- セラフィーナ（1566年 - 1604年） - 第5代エスカローナ公爵（英語版）フアン・ガスパル・フェルナンデス・パチェーコと結婚
- テオドジオ（1568年 - 1630年） - 第7代ブラガンサ公爵
- ドゥアルテ（1569年 - 1627年） - フレシジャ侯爵
- アリシャンドリ（1570年 - 1608年） - エヴォラ大司教・ポルトガル異端審問所長官
- ケルビーナ（1572年 - 1580年）
- アンゲリカ（1573年 - 1576年）
- マリア（1573年）
- イザベル（1578年 - 1582年）
- フィリペ（1581年 - 1608年）

## 引用
1. 1 2  Catarina de Portugal, Duquesa de Bragança, im Portugal, Dicionário histórico